# Józef Chrząszcz
Józef Chrząszcz (ur. 12 kwietnia 1884 w Dębnie, zm. 1 sierpnia 1935 w Tarnowie) – polski duchowny katolicki, pedagog, działacz społeczny.

## Życiorys
Urodził się w chłopskiej rodzinie w Dębnie koło Brzeska. Był synem Piotra i Anny i bratem sześciorga rodzeństwa. Dzięki wsparciu materialnemu miejscowego proboszcza ks. Jana Bobczyńskiego, mógł po ukończeniu szkoły powszechnej kontynuować naukę w gimnazjum w Tarnowie. Następnie wstąpił do tarnowskiego Wyższego Seminarium Duchownego. Święcenia kapłańskie przyjął w roku 1906, po czym rozpoczął posługę kolejno w parafiach w Bolesławiu, Żegocinie i Kolbuszowej. W 1912 roku przeniesiono go do Tarnowa, gdzie uczył religii w Szkole Wydziałowej Żeńskiej im. Franciszka Józefa (później imienia Marii Konopnickiej, obecnie Szkoła Podstawowa nr 3 im. Marii Konopnickiej). Był nauczycielem religii, a także działał społecznie na rzecz najbiedniejszych uczniów. Urządzał jasełka i mikołajki, gdzie wszyscy uczniowie dostawali tradycyjne paczki, wspomagał ubogich uczniów żywnością i ubraniami, które wypraszał u bogatszych mieszkańców Tarnowa.
Ksiądz Chrząszcz z uwagi na swoje zdolności pedagogiczne i zaangażowanie w pracę dydaktyczną został zatrudniony w 1921 roku na stanowisku katechety w I Prywatnym Seminarium Nauczycielskim Żeńskim im. bł. Kingi w Tarnowie (po zmianach organizacyjnych systemu szkolnego w mieście budynek jest zajmowany przez XVI Liceum Ogólnokształcące im. Armii Krajowej w Tarnowie; adres: Aleja Solidarności 18). 30 listopada tego samego roku został tam dyrektorem. Z jego inicjatywy powstał nowy budynek szkolny z salą gimnastyczną. Równocześnie działał jako pedagog w Towarzystwie „Sokół”, harcerstwie oraz Sodalicji Mariańskiej. Od 1922 r. pełnił funkcję prezesa Ogólnopolskiego Związku Sodalicji Mariańskich Uczennic Szkół Średnich. Pracował również jako redaktor pism sodalicyjnych i szkolnych, a od 1933 r. redagował tygodnik diecezji tarnowskiej „Nasza sprawa”.
W 1935 w kraju zreorganizowano seminaria nauczycielskie, w mieście utworzono Prywatne Gimnazjum i Liceum Żeńskie im. bł. Kingi. Ksiądz Chrząszcz zrezygnował, ze względu na zły stan zdrowia, ze stanowiska dyrektora, które przejęła Stanisława Czernecka. Wkrótce potem, 1 sierpnia 1935 roku zmarł przy redakcyjnym biurku. Został pochowany na tarnowskim Starym Cmentarzu przy głównej alei.
W 1938 roku jedną z tarnowskich ulic w okolicy tej szkoły nazwano imieniem księdza Józefa Chrząszcza.

Fotografie
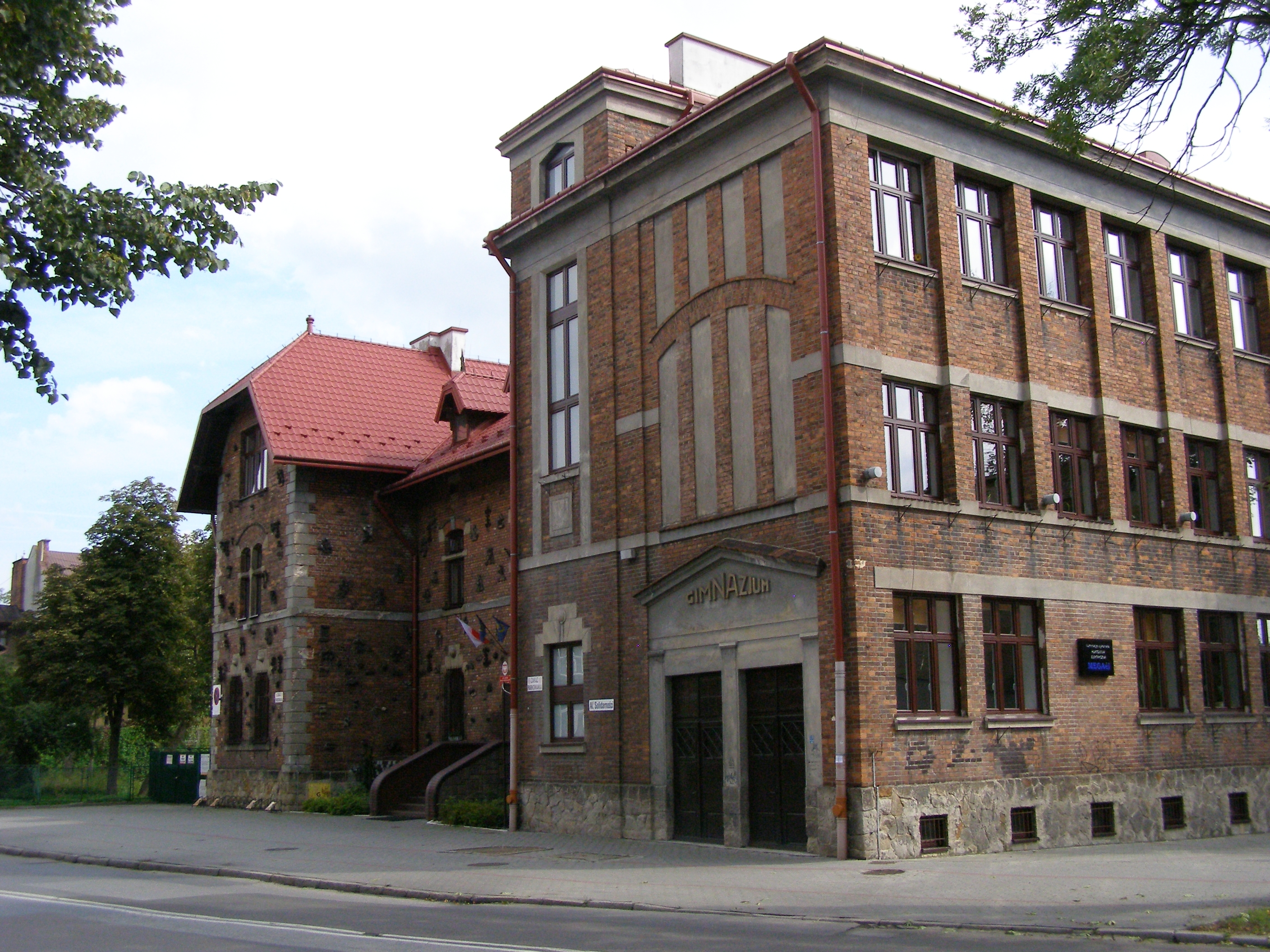
Szkolny budynek, w którym mieściła się szkoła zarządzana przez J. Chrząszcza. Wyższe skrzydło wybudowano z jego inicjatywy.
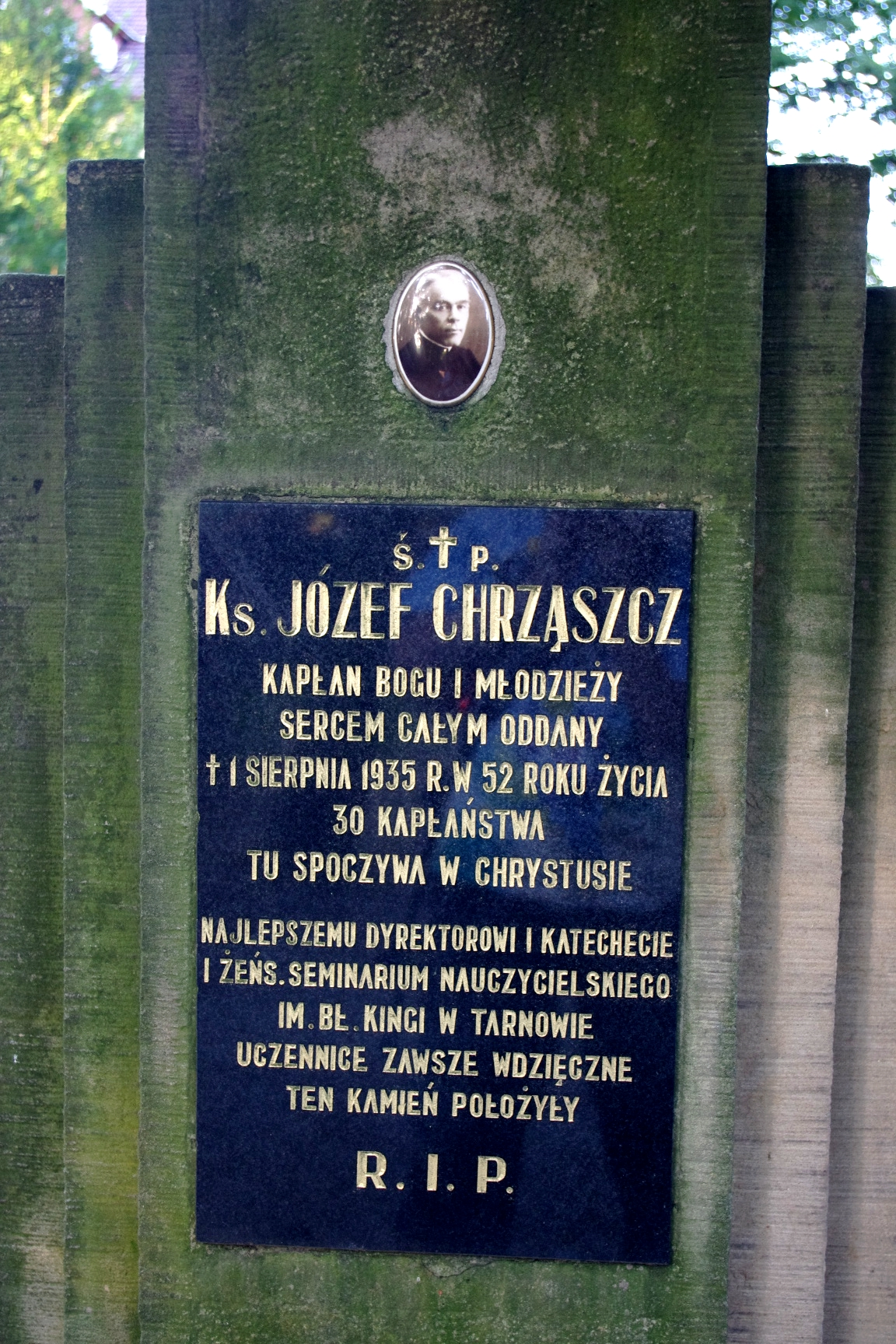
Grób na Starym Cmentarzu w Tarnowie